# Immeuble Lavirotte
El Immeuble Lavirotte o Edificio Lavirotte, también conocido como Immeuble d'Alexandre Bigot, es un edificio residencial situado en París (Francia).

## Descripción
El edificio se encuentra en el 29 de la Avenue Rapp, en el distrito VII de París. Es un edificio de apartamentos de alquiler de seis plantas. La fachada tiene decoraciones de estilo modernista y hace uso de gres flameado.

## Historia
El edificio fue construido por el arquitecto Jules Lavirotte en 1900 por cuenta del ceramista Alexandre Bigot. La decoración de la fachada, en cerámica, ofreció a Bigot una superficie de exposición para sus productos. Los escultores Théobald-Joseph Sporrer, Firmin Michelet, Alfred Jean Halou y Jean-Baptiste Larrivé realizaron las esculturas. El edificio fue premiado en el Concurso de Fachadas de la Villa de París de 1901.

## Protección
La fachada y la cubierta que da hacia la calle fueron inscritas como monumento histórico de Francia en 1964. Las fachadas y cubiertas hacia la calle y el patio, el vestíbulo de entrada y la escalera fueron inscritos por decreto del 23 de octubre de 2015. El edificio también ha recibido la etiqueta «patrimonio del siglo xx».